# Mœnia
Moenia (estilizado Mœnia) es un grupo mexicano de Synth-Pop. Fue creado por Alfonso Pichardo, Juan Carlos Lozano y Jorge Soto quienes en 1992 lanzaron su primer vinil homónimo Moenia el cual se le conoce como "Disco Perdido" ya que solo salieron unas cuantas copias. Alfonso Pichardo decide abandonar el grupo para estudiar su carrera de derecho aun así participa como autor de las letras del grupo, integrando a Alejandro "Midi" Ortega a la salida de Alfonso Pichardo quedando como vocalista principal Juan Carlos Lozano. Más adelante en 1996 lanzarían su primer álbum oficial homónimo y dándose a conocer por su gran éxito "No puedo estar sin ti", recibiendo numerosas aceptaciones en la industria de la música y el público en general. Juan Carlos Lozano abandonaría la agrupación después del éxito de su primer álbum. Optaron por regresar a sus orígenes con reintegrar a Alfonso Pichardo como vocalista principal. En 1999 lanzan su segundo álbum titulado Adición+ con Alfonso Pichardo como vocalista permanente de la banda.
Han logrado éxito nacional con uno de sus sencillos más exitosos "Manto estelar", donde la aceptación del público creció recibiendo a la agrupación en su primera participación en el Auditorio Nacional y una gira por Centroamérica en 1999; han logrado el éxito internacional en Estados Unidos, Sudamérica y en su país de origen, México. Entre sus canciones más reconocidas se encuentran: "No dices más", "Morir tres veces", "No importa que el sol se muera", ¿En qué momento?", "Llegaste a mí", "Déjame entrar", "Ni tú ni nadie", "Prohibido besar", "Juegos de amor" y "No puedo estar sin ti".
El grupo es caracterizado por incursionar diversos subgéneros de la música pop en general en sus canciones con letras en su mayoría escritas por Alfonso Pichardo. Moenia es considerado uno de los precursores del género synth pop en Hispanoamérica.

## Carrera

### Inicios (1985–1991)
Una década antes del nacimiento de este grupo, el rock mexicano experimentó un auge de producción independiente en el que florecieron múltiples tendencias. La electrónica, en particular, había permanecido en el underground durante años, con pioneros como Syntoma, Casino Shangai, Sincronía o LLT, por citar algunos.
A mediados de 1985, Alfonso Pichardo, Jorge Soto y Juan Carlos Lozano, quienes entonces eran estudiantes de secundaria y aficionados a varias vertientes de la música electrónica —desde Pet Shop Boys a Front 242—, no permanecían ajenos al auge del rock en español, promovido por algunas compañías discográficas en sus tendencias más ligeras.
Eran unos estudiantes de secundaria cuando Alfonso y Jorge decidieron crear una banda conocida como 5mentarios. Estaba integrada por Alfonso Pichardo, Juan Carlos Lozano, Abraham Rodríguez, Carlos Mercado y Jorge Soto. Según ellos mismos quienes les influyeron fueron Kraftwerk, Curve, Nitzer Ebb, Garbage, Depeche Mode y Jean-Michel Jarre, entre otros.
Poco después dejan el grupo Abraham Rodríguez y Carlos Mercado al formar YSA (Young Sinners Addressed), cantando algunas canciones en inglés.
Después se contempló que el grupo grabara un disco con Polygram, cambiando su nombre de manera definitiva a Moenia. Este disco fue grabado en 1992 y se conoce como el Disco Perdido, ya que el estilo de Moenia no logró convencer a la compañía y apenas logró salir a la venta, por muy poco tiempo. De este disco se desprenden algunas canciones como Color Melancolía, Devoción Oscura, Tengo de ti, Canto de Vida, Confesión y No me dejes así, que duró algunas semanas en la radio, siendo una adaptación al español del tema Don't leave me this way.

### 1996-1998 Moenia y la salida de Lozano y regreso de Pichardo
Posteriormente, Alfonso Pichardo decide irse a Estados Unidos a continuar su carrera de Derecho, por lo que Jorge y Juan Carlos deciden buscar un nuevo vocalista.
Después de algún tiempo sin encontrar a alguien que realmente encajara en el estilo del grupo, Juan Carlos Lozano decide ser el vocal del grupo; poco tiempo después conocen a Alejandro "Midi" Ortega, y con ésta nueva alineación empiezan a trabajar primero sobre el material ya formado y posteriormente con otras canciones, escritas muchas de ellas por Alfonso Pichardo. Como resultado de este trabajo, en 1996 se desprendió su segundo material discográfico llamado Moenia. bajo la compañía MCA (posteriormente Universal México), incluyendo canciones como No Puedo Estar Sin Ti, Estabas Ahí, Terminales, Déjame Entrar, Color Melancolía (rescatada del disco perdido de 1992) y No Importa Que El Sol Se Muera.
En México y en Estados Unidos recibe Disco de Oro por las ventas de este álbum. Después en 1998 se grabaría un disco de Remixes llamado 067.86.M.Mixes.
En 1998 Alfonso Pichardo, vocalista original, quien ya había concluido sus estudios, regresa a la agrupación.Y por lo tanto el grupo sufre otro cambio, Juan Carlos Lozano sale de la banda en buenos términos y forma un proyecto como solista, el cual llamó Morbo y una de las canciones usadas en el Disco de Morbo, Tengo de ti, fue escrita por Alfonso Pichardo, y aparece en el Disco Perdido de 1992.

### 1999-2002: Adición+ y Le Modulor
Ya con la voz de Alfonso, el 24 de agosto de 1999 se lanza el disco Adición+, con canciones muy representativas como Quisiera Adivinar, No Dices Más, Regreso A Casa, Manto Estelar y Sin Gravedad. La voz de Alfonso Pichardo significó un cambio muy grande respecto a lo que el público ya estaba acostumbrado. Durante esta etapa tienen una gira por México, Estados Unidos y Centroamérica. También el 20 de mayo de 2000 se presenta por primera vez en el Auditorio Nacional ante más de 8.000 personas.
En mayo de 2001, Moenia se consagra como un grupo ya maduro, con su disco Le Modulor, disco conceptual en el que Moenia toma elementos de la arquitectura para proponer una estética sonora y gráfica original. El nombre extraído de la terminología de la arquitectura moderna del francés Le Corbusier.
“Molde Perfecto” (1.er. sencillo) rompe récord de permanencia en la radio por más de 9 semanas en 1.er. lugar. El 2.º sencillo “Llegaste a Mí”, es designado como “Mejor videoclip” en el Festival Pantalla de Cristal. “Le Modulor” es nominado como “Mejor Álbum de Rock” en los Premios Lo Nuestro. Moenia se convierte en la primera banda mexicana en aparecer en un artículo de la revista especializada Keyboard Magazine (octubre); Participan en el tributo a Soda Stereo con una versión del tema “Zoom”. También se convierte en la primera banda hispana en tocar en el famoso “Joint” del Hard Rock Café de Las Vegas, Nevada.
5 temas de “Le Modulor” se eligen como parte de la banda sonora del film colombiano “After Party”. “Le Modulor Tour” incluye 150 presentaciones en vivo, a lo largo de un año y tres meses en México, Estados Unidos, Centro y Sudamérica. Paralelo al éxito de Le Modulor, sale a venta “Éxitos” recopilación que obtiene Disco de Oro.
Una cuestión original de este disco es el diseño de su caja, el cual difiere al rectángulo transparente con el cuaderno de fotos y letras, sino que es más bien un diseño triangular, diseñado por Jorge Soto.

### 2003-2005TelevisoryStereohits
Posteriormente, Moenia saca lo que sería su siguiente disco llamado Televisor, en 2003, experimentando con un sonido más orgánico y se convierte en el trabajo más aclamado por la crítica especializada siendo nominado como “mejor álbum de su género” en diversas ocasiones.
De este álbum se desprenden los temas ¿En qué momento?, Espirales, Tú Sabes Lo Que Quiero, Confinados, No Es Lo Mismo, V-Day y Traición. Gracias al éxito del disco, fueron elegidos para realizar una canción para el programa de Big Brother, titulada Mis Ojos Sobre Ti.
Moenia aparece en la portada de la edición mexicana de Rolling Stone y con ello se convierte en la primera banda de su género en obtener tal distinción. El “Tour Televisor” con un año y medio de duración abarca más de 100 conciertos internacionales con llenos totales en importantes foros como los HOB de Anaheim, Chicago y Los Ángeles, Colombia, Ecuador y Centroamérica. Forman parte del “Tributo a José Alfredo Jiménez” con su versión del tema “Amanecí En Tus Brazos”.
Tiempo después, en el año 2004, el grupo graba el disco Stereohits, que consigue en una serie de versiones electrónicas de canciones clásicas del rock en español de los 80 como: Juegos de Amor, Mátenme Porque Me Muero, Sildavia, Ni tú ni nadie, entre otras.
La gira de conciertos “HitsTour” se convierte en la más extensa de la banda con una duración de casi dos años (diciembre de 2004-agosto de 2006), destacando la serie de conciertos en Estados Unidos con más de 20 presentaciones.

### 2005-2008: 10 años de éxito,Hits LiveySolar
El 18 de junio de 2005, para festejar sus 10 años de carrera artística (se refirieron a los años desde que abandonaron el "underground") celebraron un concierto en Auditorio Nacional, con un espectáculo audiovisual sin precedentes y éste queda plasmado en “HitsLive”.
Disco está acompañado de un DVD con calidad de audio 5.1, Dolby Digital y DTS, cuenta con 24 temas de su repertorio siendo estos los más representativos de su trayectoria. Gana Disco de Oro en México por las ventas alcanzadas.
El 22 de agosto de 2006, en la página oficial de la banda, en un boletín de noticia Moenia les dejó saber a sus fanes que ya habían terminado la producción de lo que sería un nuevo álbum en estudio. El álbum fue grabado en varias ciudades incluyendo México, Miami, Los Ángeles, Nueva York y llevó por nombre Solar. La banda también informó que el primer sencillo sería "Lo Que Tú Digas".
La banda viajó a Inglaterra para los toques finales junto con Steve Fitzmaurice, ingeniero que también se encargaría de la mezcla del álbum. Es la primera vez que Fitzmaurice trabaja con una banda hispana. El álbum salió a la venta el 16 de noviembre de 2006. Llama la atención en este álbum, el tema "Me Equivoqué" con la participación de Denisse Guerrero, vocalista del grupo (también de género electro pop mexicano) Belanova.
También han participado en tributos a José José con el sencillo "Volcán", a Hombres G con el sencillo "Huellas en la Bajamar", a José Alfredo Jiménez con "Amanecí Entre Tus Brazos" y a Soda Stereo con "Zoom". En el 2000 participó en la banda sonora de la película Amores Perros con la canción "Lado Animal".

### 2009-2015:En Eléctricoy FM
Luego de tres largos años el grupo presentó un nuevo material discográfico de manera independiente bajo esquema de "joint-venture" con la marca de cerveza Sol, algo nunca visto en la industria musical de México. Esta producción, de Armando Ávila, lleva por título "En Eléctrico".
Este DVD es una recopilación de temas emblemáticos de la banda realizados en vivo a manera de sesión, destacando el uso de sintetizadores análogos clásicos como Arp, Moogs y Melotron entre otros.
La grabación de este nuevo disco y DVD, que salió a venta física y digital a finales de noviembre de 2009 significó una reunión con grandes amigos como Paco Huidobro de Fobia y María José en la canción "No Importa Que El Sol Se Muera", así como el reencuentro con Juan Carlos Lozano en "Contigo Estaré", exvocalista de la agrupación, después de diez años de haberse separado.
En noviembre de 2011 presentaron la APP FM que contenía una canción llamada Eso Que Pasó que contiene un software de edición musical donde el usuario puede experimentar el sonido con sus propios dedos.
En marzo de 2012 lanzan como primer sencillo Morir Tres Veces, el cual debutó en primer lugar de iTunes y llegó a las primeras posiciones en radios mexicanas, estrenando después su cuarto sencillo titulado "Mejor ya no".

### 2016-2017: Fantom
A mediados de 2015 la banda deja al descubierto en sus redes sociales nuevo logotipo y la llegada de nueva música. El 21 de agosto lanzan su sencillo titulado "Jamás!" en formato digital, aunque días antes fue emitido por las principales emisoras de radio del país. Esta misma contiene fragmentos de la canción "No seas tan cruel" del conjunto mexicano de pop Timbiriche. El sencillo tuvo buena aceptación por parte del público teniendo la esperanza de la llegada de nuevo material discográfico. La banda anuncia una nueva gira llamada "FantomTour" y también anuncian la plataforma "FanSet" en su cuenta oficial de Facebook, donde los fanáticos pueden votar por las canciones que desean ser tocadas en los próximos conciertos a anunciar, La gira es iniciada en el Teatro Metropólitan los días 10 y 11 de diciembre teniendo como invitados a Motel, María León (vocalista de Playa Limbo), Les Machines, Armando Ávila y Ximena Sariñana.
El 15 de enero de 2016 la banda lanza su segundo sencillo titulado "Me liberé" el cual presenta fragmentos de la canción "Lindas criaturitas" del cantautor Aleks Syntek. Moenia da a conocer la finalidad su siguiente álbum donde sus dos primeros sencillos contienen "canciones fantasmas" sonando adentro de las letras propias de la banda.
El 21 de junio del mismo año anuncian la llegada de "Prohibido besar" su tercer sencillo con colaboración de María León de Playa Limbo. Esta misma presenta fragmentos de la canción "A dónde" de la banda alemana Cetu Javu. "Prohibido besar" fue puesto a la venta en plataformas digitales el 22 de julio.
Moenia anuncia en redes sociales la fecha de lanzamiento de su nuevo disco titulado "Fantom". En su cuenta de Facebook se publican imágenes revelando los títulos y fragmentos de sus nuevas canciones al igual que pequeños videos donde los tres integrantes detallan cada corte del álbum; todo esto fue anunciado días previos a la fecha de lanzamiento. "Fantom" fue lanzado el 23 de septiembre de 2016, contiene los tres sencillos lanzados anteriormente y otras canciones con la misma temática del álbum. Moenia declara a su público que para descubrir la raíz detrás de sus nuevos temas, simplemente llevarlas a sus interpretaciones originales las cuales son éxitos de otras bandas reconocidas a nivel nacional e internacional.
El 30 de marzo de 2017, la agrupación lanza el sencillo "Comerte mejór". Este sencillo contiene coros del tema "No puedo más" (Caló, 1990).

### 2018- 2020 Hagamos contactœ
El 27 de abril del 2018 lanzan un nuevo sencillo titulado “Clásico” el cual constaba de dos tracks, el primero del mismo nombre y un lado B titulado “Híbridos” siendo este el que tendría la frase que dominaría a esta nueva etapa de la banda “hagamos contacto”. Con clásico marcarían nuevamente su retorno a las estaciones de radio. En esta etapa la Banda optó por no lanzar un álbum como tal, si no singles de dos tracks: una canción comercial y un lado B más oscuro.
La banda inició su gira en septiembre de ese mismo año presentándose en el teatro metropolitan 3 veces y 1 vez en el auditorio nacional teniendo en esta presentación invitados como Ana Torroja, Aleks Syntek, entre otros. Para abril del 2019 lanzan el sencillo con un lado A titulado "Sin Etiquetas" y un lado B "Una Hora Más", siendo el primero, sencillo para la radio. Posteriormente en octubre de ese año lanzaron “Summer Drive”, cuyo lado B fue “Otra oportunidad”.
El 16 de abril de 2020, participan en el sencillo benéfico «Resistiré México» junto a varios artistas. Y en junio de ese mismo año publicarían el tema “Solo lastimaste” siendo el único track y cuya temática cuestiona al ser humano ante la pandemia que se vivía en el mundo.
Finalmente en noviembre de ese mismo año lanzarían los últimos singles de esta etapa: “Labios Rojos” como sencillo a promocionar y el lado B “Extraño”. Moenia anunció el fin de la era “Hagamos cintactœ” en un concierto- en el autódromo de la Ciudad de México donde agradeció a su público el apoyo dado en esta etapa.

### 2022-2023 Stereohits2
En febrero de 2022 el grupo publica “Maldito Duende” cover de la legendaria canción de Héroes del silencio. Poco después llegaría “La célula que explota” cuya versión original es de caifanes. Ambas fueron presentadas en vivo por primera vez en el festival vive latino.
Con el lanzamiento de estas dos nuevas canciones se empezó a rumorar la posibilidad de una segunda parte del álbum stereohits lanzado en 2004. Pese a esos rumores la Banda no declaró nada y solo lanzó dos canciones más “El diablo en el cuerpo” a dueto con Leonardo de Lozanne y “Foto novela” con Javiera Mena. Fue hasta 2023 donde la idea tomaría sentido al publicar la canción “Llámame si me necesitas” junto con el álbum completo el cual lleva como título “stereohits2”.

## Influencias
Han citado influencias desde Vangelis hasta muchos grupos musicales como Soda Stereo, Duran Duran, Depeche Mode, Pet Shop Boys, Orchestral Manoeuvres in the Dark, New Order entre otros.

## Discografía
- 1992: Moenia (Disco perdido)
- 1996: Moenia
- 1999: Adición
- 2001: Le Modulor
- 2003: Televisor
- 2004: Stereohits
- 2006: Solar
- 2012: FM
- 2016: Fantom
- 2022: #HagamosContactœ
- 2023: Stereohits2

## Compilaciones
- 1998: Moenia Mixes
- 2001: Éxitos / Sólo Para Fanáticos
- 2009: En Eléctrico

## Sencillos
| Año       | Título | Álbum                                                 |
| --------- | --- | ----------------------------------------------------- |
| 1996      | - No Puedo Estar Sin Ti - Déjame Entrar - Estabas Ahí - No Importa Que el Sol Se Muera | Moenia                                                |
| 1999      | - Manto Estelar - No Dices Más - Regreso a Casa | Adicción                                              |
| 2001      | - Molde Perfecto - Llegaste a Mí - ¿Cómo Ves Tú? | Le Modulor                                            |
| 2003      | - ¿En Qué Momento? - Tú Sabes lo Que Quiero - Espirales | Televisor                                             |
| 2004      | - Ni Tú Ni Nadie Con fragmentos de "Rock and Roll Part 2" (1972) por Gary Glitter - Juegos de Amor | Stereohits                                            |
| 2005      | - No Dices Más (En vivo) | Hits Live                                             |
| 2006      | - Lo Que Tú Digas - Sufre Conmigo - Me Equivoqué (ft. Denisse Guerrero) | Solar                                                 |
| 2010      | - Contigo Estaré (ft. Juan Carlos Lozano) - No Importa Que el Sol Se Muera (ft. María José) - En Ti. | En Eléctrico                                          |
| 2012      | - Eso Que Pasó - Morir Tres Veces - Mejor Ya No - Soy lo Peor | FM                                                    |
| 2015      | - Jamás ! Con fragmentos del tema "No seas tan cruel" (1987) de Timbiriche. | Fantom                                                |
| 2016-2017 | - Me Liberé Con fragmentos del tema "Lindas criaturitas" (1997) de Aleks Syntek. - Prohibido Besar (ft. María León) Con fragmentos del tema "A dónde" (1989) de Cetu Javu. - Comerte mejor Con fragmentos de "No puedo más" (1990) de Caló. - Todo mal Con fragmentos de "La chispa adecuada" (1995) de Héroes del Silencio. | Fantom                                                |
| 2018      | - Clásico - Híbridos | #HagamosContactœ (compilación de 4 EPs y un sencillo) |
| 2019      | - Sin Etiquetas - Una hora más | #HagamosContactœ (compilación de 4 EPs y un sencillo) |
| 2019      | - Summer Drive - Otra Oportunidad | #HagamosContactœ (compilación de 4 EPs y un sencillo) |
| 2020      | - Labios Rojos - Sólo lastimaste | #HagamosContactœ (compilación de 4 EPs y un sencillo) |
| 2022      | - Maldito duende - La célula que explota - El diablo en el cuerpo (ft. Leonardo de Lozanne) - Amante bandido | Stereohits 2                                          |
| 2023      | - Fotonovela (ft. Javiera Mena) - Llámame si me necesitas | Stereohits 2                                          |